# Kulturpedagog
En kulturpedagog är en person som undervisar i hur man tolkar olika konstformer.
För att bli kulturpedagog krävs en tvåårig utbildning i kulturhistoria, förgrenat i tretton olika sammanhang.